# Dowleswaram
Dowleswaram (o Dowlaiswaram, Dowleshwaram) è una città dell'India di 37.222 abitanti, situata nel distretto del Godavari Orientale, nello stato federato dell'Andhra Pradesh. In base al numero di abitanti la città rientra nella classe III (da 20.000 a 49.999 persone).

## Geografia fisica
La città è situata a 16° 56' 60 N e 81° 47' 60 E e ha un'altitudine di 27 m s.l.m..

## Società

### Evoluzione demografica
Al censimento del 2001 la popolazione di Dowleswaram assommava a 37.222 persone, delle quali 18.449 maschi e 18.773 femmine. I bambini di età inferiore o uguale ai sei anni assommavano a 4.874, dei quali 2.467 maschi e 2.407 femmine. Infine, coloro che erano in grado di saper almeno leggere e scrivere erano 24.566, dei quali 12.794 maschi e 11.772 femmine.